# The Book 2
The Book 2 ist die dritte EP des japanischen Musikduos Yoasobi. Sie wurde am 1. Dezember 2021 über Sony Music Entertainment Japan auf CD sowie als Musikdownload und Musikstream veröffentlicht.
Die EP beinhaltet acht Lieder, wovon sieben vorab als Single veröffentlicht wurden. Die gesamte Spielzeit der Extended Play beträgt 27 Minuten und 29 Sekunden.
The Book 2 erreichte eine Top-Ten-Platzierung in den heimischen Albumcharts von Oricon sowie in den Hot-Album-Charts des japanischen Ablegers von Billboard. Zwischenzeitlich erhielt The Book 2 eine Goldene Schallplatte in Japan für 100.000 verkaufte physische Einheiten.
Um die EP zu bewerben, trat das Duo in verschiedenen Fernsehformaten auf und spielte im Dezember 2021, kurz nach der Veröffentlichung der EP, ein zweitägiges Konzert im Nippon Budōkan erstmals vor Publikum.

## Hintergrund und Veröffentlichung
YOASOBI veröffentlichten die musikalischen Vorgänger The Book und E-Side ebenfalls im Jahr 2021. Erster genannte EP, welche die Lieder des Duos von 2019 und 2020 enthält, erreichte den zweiten Platz in den offiziellen Albumcharts von Oricon und den Hot-Albums-Charts von Billboard Japan, sowie in den Digital-Album-Charts – ebenfalls von Oricon ermittelt. In letzteren Ranking erreichte die EP Platz eins und hielt diese Position fünf Wochen in Folge. Laut Oricon verkaufte sich The Book innerhalb eines halben Jahres rund 200.000 mal in Japan und wurde zwischenzeitlich mit einer Goldenen Schallplatte für physische Verkäufe und später für Downloads von der Recording Industry Association of Japan (RIAJ) ausgezeichnet.
Am 30. September 2021 veröffentlichte das Duo eine kryptische Mitteilung auf Twitter mit dem Inhalt IOOI/NOON, die auf eine baldige Ankündigung einer Neuigkeit andeutet. Tatsächlich wurde am Folgetag der Titel der neuen EP mitsamt der Titelliste und der Aufmachung präsentiert. Die Veröffentlichung der EP, die den Namen The Book 2 trägt wurde auf dem 1. Dezember gleichen Jahres bestätigt und die Vorbestellungsphase eingeläutet. Am 19. April 2024 gab das in Deutschland ansässige Musiklabel Black Screen Records bekannt, in Zusammenarbeit mit dem deutschen Zweig von Sony Music, die EP außerhalb Japans auf Vinyl zu veröffentlichen.
Am 30. August 2024 wurde angekündigt, dass die EP im Zuge des fünfjährigen Bestehens des Musikduos eine Vinyl-Veröffentlichung in Japan erhält, die am 23. Oktober des gleichen Jahres erscheint. Während die Vinyl-Schallplatte in der Farbe des Covers der CD- bzw. digitalen EP-Veröffentlichung gleicht, wurde für die Vinyl-Auflage ein eigenes Artwork gestaltet. Dieses basiert auf einer Zeichnung von Ayase bzw. Ikura und wurde vom koreanischen Illustratoren Junhwi Kang angefertigt.

## Werbephase

### Singleveröffentlichungen
Zwischen dem 6. Januar und dem 25. Oktober 2021 veröffentlichte das Duo sieben Lieder zunächst als Stand-Alone-Singles auf digitaler Ebene als Musikdownload und Musikstream, mit Ausnahme der Lieder Kaibutsu und Yasashii Suisei, die am 24. März 2021 als Doppel-Seite zusätzlich eine physische Veröffentlichung auf CD erhielt und somit eine Notierung in den offiziellen Singlecharts erreichen konnte.

### Aktionen und Kampagnen
Am 1. Oktober 2021, startete das Duo neben der Ankündigung der EP The Book 2 einen Countdown unter dem Titel Nice to meet you, der nach zehn Wochen am 3. Dezember gleichen Jahres endete. In diesem Zeitraum veröffentlichten YOASOBI jeden Freitag eine weitere Ankündigung, wie zum Beispiel die Veröffentlichung der Single Tsubame oder der Auftritt in der Dokumentation Jōnetsu Tairiku.
Am 23. November veröffentlichten YOASOBI ein Teaser, in denen die einzelnen Lieder der EP kurz angespielt wurden und kündigte eine Telefonkampagne an, bei der Fans zwischen dem 23. und 30. November anrufen und Fragen zu den Liedern stellen konnten. Am letzten Tag der Kampagne war es möglich, direkt mit den Musikern während ihres Radioprogramms zu telefonieren.

### Liveauftritte
Am 17. November 2021 traten YOASOBI im Fernsehen auf, wo das Duo in der Musiksendung Best Artist 2021 erstmals ihr Lied Gunjō live präsentierte. Am 1. Dezember folgte ein Auftritt in der Sendung FNS Music Festival, in welcher das Lied Mō Sukoshi Dake erstmals live gespielt wurde. Einen Tag später traten die Musiker in der Musiksendung Songs auf und spielten dort ihre Lieder Loveletter, Taishō Roman und Tsubame. Das Duo war mit ihrem Lied Sangenshoku in einer sechsstündigen Spezialausgabe der Sendung Music Station, die am 24. Dezember gezeigt wurde, zu sehen.
YOASOBI spielten im Rahmen der Preisverleihung der Japan Record Awards am 30. Dezember ihre Lieder Kaibutsu, Yasashii Suisei und Moshi mo Inochi ga Egaketara erstmals live. Einen Tag später spielten die Musiker außer Konkurrenz ihre Lieder Gunjō und Tsubame mit der Kinderband Midories auf dem Kōhaku Uta Gassen.

### Konzert „Nice to meet you“ im Dezember
Gemeinsam mit der Ankündigung der EP The Book 2 gab das Duo bekannt am 4. und 5. Dezember 2021 ein Konzert unter dem Titel Nice to meet you im Nippon Budōkan in Tokio erstmals vor Publikum zu spielen, nachdem frühere Konzerte aufgrund der COVID-19-Pandemie in Japan lediglich vor leerer Kulisse gespielt und als Livestream gezeigt werden konnten. Ein Mitschnitt der Performance zum Lied Kaibutsu am ersten Tag wurde im Rahmen des YouTube Music Weekend auf YouTube live übertragen. Zusätzlich wurden die beiden Konzerte in voller Länge für Mitglieder des Fanclubs live im Internet übertragen.
Beide Konzerte im Budōkan waren mit 14.000 Zuschauern ausverkauft. Am 22. Januar 2022 wurde das Konzert als Wiederholung auf dem Privatsender WOWOW ausgestrahlt. Der Mitschnitt des Konzertes wurde auf dem ersten Live-Album The Film der Musiker veröffentlicht. Das Album erschien am 23. März 2023. Mitschnitte der Lieder Moshi mo Inochi ga Egaketara und Tsubame wurden vorab veröffentlicht, um das Live-Album zu bewerben.

## Titelliste
| Nr. | Titel (japanisch)                               | Länge | Anmerkungen          |
| --- | ----------------------------------------------- | ----- | -------------------- |
| 1   | ツバメ Tsubame                                  | 3:36  | • featuring Midories |
| 2   | 三原色 Sangenshoku                              | 3:40  |                      |
| 3   | 大正浪漫 Taishō Roman                           | 2:46  |                      |
| 4   | もう少しだけ Mō Sukoshi Dake                    | 3:38  |                      |
| 5   | 優しい彗星 Yasashii Suisei                      | 3:33  |                      |
| 6   | 怪物 Kaibutsu                                   | 3:25  |                      |
| 7   | もしも命が描けたら Moshi mo Inochi ga Egaketara | 3:21  |                      |
| 8   | ラブレター Loveletter                           | 3:30  |                      |

## Erfolg
The Book 2 verkaufte innerhalb der ersten Verkaufswoche etwas mehr als 80.000 physische Einheiten und erreichte hinter dem Album Outstanding der japanischen Idol-Gruppe HKT48 Platz zwei der heimischen Albumcharts von Oricon. In den Digital-Albums-Charts von Oricon erreichte die EP Platz eins, womit das Duo nach The Book und E-Side zum dritten Mal in Folge die Spitzenposition des Rankings erreichen konnte.
In den Albumcharts des japanischen Ablegers des Magazins Billboard erreichte The Book 2 mit mehr als 83.500 gezählt verkauften Einheiten erstmals Platz eins. Mit knapp 9.000 Downloads innerhalb der ersten Verkaufswoche erreichte The Book 2 ebenfalls den ersten Platz der Download-Albumcharts.
Im Zuge der Vinyl-Veröffentlichung der EP beim deutschen Label Black Screen Records stieg diese zum 31. Juli 2024 auf Platz 74 der deutschen Midweekcharts ein, verpasste aber einen offiziellen Charteinstieg in den Albumcharts zwei Tage später.
Zudem erreichte die Doppel-A-Side-Single Kaibutsu/Yasashii Suisei bereits im März 2021 nach einer physischen Veröffentlichung mit knapp 24.000 verkauften Einheiten Platz zwei der offiziellen Singlecharts von Oricon. Zudem wurde Kaibutsu als einzig japanischsprachiges Lied in die Liste der zehn besten Lieder des Jahres 2021 des Time-Magazins aufgenommen. Überdies erhielten die Lieder Kaibutsu und Yasashii Suisei eine Nominierung bei den Crunchyroll Anime Awards in den Kategorien Bester Vor- bzw. Bester Abspann.
Die EP selbst wurde bei den CD Shop Awards mit dem Popularitäts-Preis ausgezeichnet. Zwischenzeitlich erhielt die EP in Japan von der Recording Industry Association of Japan (RIAJ) eine Goldene Schallplatte für 100.000 verkaufter Tonträger.

## Mitwirkende
| Musik und Produktion - Ikura – Gesang - Ayase – Produktion, Liedtext - Midories – Begleitgesang (1) - AssH – E-Gitarre (außer 3, 7, 8), Begleitgesang (2) - Honogumo – Begleitgesang (2) - Hikaru Yamamoto – Begleitgesang (2) - Zaquro Misohagi – Begleitgesang (2) - Takayuki Saitō – Aufnahme (Gesang) - Masahiko Fukui – Mixing | Textvorlagen (Romane bzw. Kurzgeschichten) - Nana Ototsuki – Chiisana Tsubame no Ōkina Yume (1) - Yūichirō Komikado – RGB (2) - Natsumi – Taishō Romance (3) - Chiharu – Meguru (4) - Paru Itagaki – Jibun no Mune ni Jibun no Mimi o Oshi Atete und Shishiza Ryūseigun no Mama ni (5, 6) - Osamu Suzuki – Moshi mo Inochi ga Egaketara (7) - Hatsune – Ongaku-san e (8) |